# Alta Floresta
Alta Floresta è un comune del Brasile nello Stato del Mato Grosso, parte della mesoregione del Norte Mato-Grossense e della microregione di Alta Floresta.

## Infrastrutture e trasporti
Il centro cittadino è servito da uno scalo aeroportuale, l'Aeroporto di Alta Floresta, dal quale sono effettuati voli verso le principali città brasiliane, e da una stazione ferroviaria.